# Kateřina Svitková
Kateřina Svitková (Pilsen, 20 de marzo de 1996) es una futbolista checa. Juega como centrocampista en el Chelsea de la Women's Super League de la Inglaterra. Es internacional con la selección de República Checa.

## Trayectoria
Después de comenzar su carrera en los equipos juveniles del Viktoria Pilsen, a partir de la temporada 2013-14 Svitková se unió al Slavia Praga, donde fue incluida inmediatamente en el equipo titular, debutando en la Primera División checa y, gracias a sus 17 goles y 16 asistencias, contribuye en su primera temporada a que el equipo praguense se lleve el campeonato, el tercero en su historia, rompiendo la hegemonía de 10 años del Sparta Praga. Su talento, no solo en el campeonato sino también con la selección, la destaca lo suficiente como para ser nombrada Jugadora del Año en la República Checa en 2015.
Las siguientes tres temporadas la vieron compartir con sus compañeras la conquista de otros tres campeonatos checos y su segunda Copa de la República Checa, así como su debut en la Liga de Campeones con la edición 2014-15, torneo en el que marcó por primera vez en los cuartos de final de la temporada siguiente, el único gol checo del partido de ida del 23 de marzo de 2016 en el que cayeron por 9-1 ante el Olympique de Lyon. En los campeonatos 2016-17 y 2017-18 también se convirtió en máxima goleadora del torneo, con 26 y 24 goles respectivamente.
Durante el mercado de fichajes del verano de 2020, aprovechó para unirse al fútbol inglés firmando por el West Ham United.

## Selección nacional
Svitková comenzó a ser convocada por la Asociación de Fútbol de la República Checa desde 2009, inicialmente para vestir la camiseta de la sub-17 en los amistosos del 27 y 29 de agosto contra Polonia, donde abrió el marcador en el segundo partido empatado por la mínima. Más tarde fue incluida en el equipo que se clasificó para el Campeonato Europeo Sub-17 de 2011 a 2013, debutando en una competición oficial de la UEFA el 9 de abril de 2011, en un empate 1-1 ante Italia en el ámbito de la segunda ronda de clasificación de la edición de 2011. En total, Svitková disputó 16 partidos con la sub-17, anotando 18 goles.
Desde 2013 fue convocada a la sub-19 checa, insertada en la plantilla que disputó los amistosos del 12 y 14 de agosto contra Bélgica y donde abrió el marcador en el primer partido que terminó 2-0 a favor de las checas. Más tarde participicó en la clasificación para la Eurocopa Sub-19 de 2014, volviendo a la selección al año siguiente para la de Israel 2015, no pudiendo en ambos casos acceder al campeonato en cuestión. Durante su estadía en la sub-19, firmó 6 goles en 14 partidos.
Debutó con la selección asbsoluta checa en una derrota por 6-1 en la clasificación para la Copa Mundial de 2015 contra Italia, donde pasó a liderar la tabla de goleadoras de su equipo con 5 goles.

## Estadísticas

### Clubes
| Club            | País            | Año             |
| --------------- | --------------- | --------------- |
| Slavia Praga    | República Checa | 2013 - 2020     |
| West Ham United | Inglaterra      | 2020 - 2022     |
| Chelsea         | Inglaterra      | 2022 - presente |

## Palmarés

### Títulos nacionales
| Título                     | Club         | País            | Año     |
| -------------------------- | ------------ | --------------- | ------- |
| Copa de la República Checa | Slavia Praga | República Checa | 2013-14 |
| Primera División           | Slavia Praga | República Checa | 2013-14 |
| Primera División           | Slavia Praga | República Checa | 2014-15 |
| Copa de la República Checa | Slavia Praga | República Checa | 2015-16 |
| Primera División           | Slavia Praga | República Checa | 2015-16 |
| Primera División           | Slavia Praga | República Checa | 2016-17 |

### Distinciones individuales
| Distinción                             | Año     |
| -------------------------------------- | ------- |
| Goleadora de la Primera División Checa | 2016-17 |
| Goleadora de la Primera División Checa | 2017-18 |